# Spring Falls
Spring Falls — инди-игра в жанре головоломки, выпущенная 17 ноября 2019 на мобильные устройства iOS и персональные компьютеры Windows в Steam. Разработкой игра занималась канадская студия SPARSE//GameDev, состоящая из одного человека — Эрика Биллингсли, который раннее уже создал ряд инди-игр и головоломок. В данной игре необходимо изменять ландшафт гексагональных ячеек, чтобы подвести воду к ячейке с ростком. Игровые критики дали смешанные оценки, они похвалили игру за её расслабляющую атмосферу и аудиовизуальную эстетику, но её головоломки получили неоднозначные оценки.

## Игровой процесс
Spring Falls — это игра-головоломка, где основная цель игрока сводится к тому, чтобы вырастить цветок в местности, представленной гексагональной сеткой. Каждая локация представлена шестигранными ячейками разной высоты и резервуарами с водой. Игрок может удалять ячейки, соприкасающиеся с водой, позволяя ей дальше растекаться, возможные для удаления ячейки также помечены белыми значками. Место действия происходит на горе, и если удалить ячейки, слив воду с обрыва, уровень считается проваленным. Каждая локация представлена зелёной ячейкой, игрок должен стараться направить поток воды в её сторону, если травяная ячейка соприкасается с водой и помеченными ячейками, то все помеченные ячейки становятся зелёными. Если зелёная ячейка соприкасается с ячейкой с ростком, он превращается в цветок и уровень пройден. На некоторых локациях имеется по несколько ростков. Если зелёные ячейки больше не контактируют с водой, то они становятся жёлтыми и бесполезными, часто игрок должен «жертвовать» частью ячеек, чтобы провести воду в нужное место.
По мере прохождения, игра вводит дополнительные механики, например земляные ячейки, которые «вырастают» при контакте с водой, уровни с дождём, где резервуары постоянно наполняются водой, или наличие водопада, обеспечивающего постоянный и сквозной поток воды. По мере прохождения, игрок спускается всё ниже по горе и на заднем плане всё чётче прорисовывается лесной пейзаж, в самом конце он достигает основания горы.

## Критика
| Сводный рейтинг    | Сводный рейтинг          |
| Агрегатор          | Оценка                   |
| ------------------ | ------------------------ |
| Metacritic         | 72/100 (PC) 70/100 (iOS) |
| Иноязычные издания |                          |
| Издание            | Оценка                   |
| Gamers Heroes      | 75 %                     |
| The Gamer          | [ 10 ]                   |
| 148Apps            | [ 6 ]                    |
| Metro GameCentral  | 7/10                     |

Spring Falls была номинирована на мероприятии IndieCade. Оценки игры можно охарактеризовать в целом, как смешанные, большинство критиков дали игре 70 баллов из 100 возможных по данным агрегатора Metacritic. Часть критиков отдельно похвалили игру за наличие кнопки отмены, которой так не хватает во многих играх-головоломках. Критик Metro.uk отдельно оценил игру за адаптацию управления мышью на ПК.
Наиболее положительный отзыв оставил критик сайта GamerHeroes заметив, что с первого взгляда игровая механика и заданные правила кажутся очевидными и простыми, однако сложность игры постоянно растёт, заставляя прибегать к смекалке и методам проб и ошибок. Критик заметил, что игра увлечёт на 2 часа, однако в ней нет ничего, что заставило бы игрока снова и снова возвращаться к ней. Критик также назвал Spring Falls стильной и аудиовизуальной презентацией, призванной расслабить игрока. Звуковые дорожки птиц и водопада позволяют игроку «затеряться в этом мире».
Представитель сайта TheGamer с сарказмом заметил, что если как правило в видеоигры не рекомендуется играть перед сном, то Spring Falls оказалась на столько холодной и умиротворённой, что почти усыпила его. Критик заметил, что игра подкупает своей успокаивающей атмосферой, музыкой, но её головоломки не бросают вызов, да и сама игра быстро проходится. Критик с сайта 148apps заметил, что игра в плане эстетики и игрового процесса кажется очень ограниченной, но ей удаётся использовать имеющиеся правила и механики, чтобы предлагать новые и новые задачи, поставленные с каждым уровнем. Тем не менее критик назвал правила слишком «надуманными», порой непонятными игроку, что в итоге заставит его прибегать к пробам и ошибкам вместо того, чтобы пытаться логически понять решение проблемы.